# Llista d'alcaldes de Martorelles
Relació històrica d'alcaldes de Martorelles:
- Casimir Vallbona i Torrents (1899 - 1902)
- Josep Terrades i Comulada (1902 - 1906)
- Jaume Cuní i Vilardach (1906 - 1909)
- Vicenç Puig i Pont (1909 - 1916)
- Joan Matons i Estany (1916 - 1920)
- Miquel Albiñana i Catafal (1920 - 1922)
- Joaquim Pont i Puig (1922 - 1923)
- Domènec Milà i Puig (1923 - 1930)

| Núm. |  | Alcalde                       | Inici mandat           | Fi de mandat           | Partit polític | Partit polític                          |
| ---- |  | ----------------------------- | ---------------------- | ---------------------- | -------------- | --------------------------------------- |
|      |  | Pere Xicola i Cariteu         | 26 de febrer de 1930   | 5 de juny de 1931      |                |                                         |
|      |  | Albert Gimeno i Sorolla       | 5 de juny de 1931      | 8 d'octubre de 1931    |                | Acció Catalana                          |
|      |  | Jaume Cuní i Vilardach        | 8 d'octubre de 1931    | 3 de març de 1934      |                |                                         |
|      |  | Joan Milà i Oliveras          | 3 de març de 1934      | 10 d'agost de 1936     |                | Lliga Catalana                          |
|      |  | Francesc Xicola i Camp        | 10 d'agost de 1936     | 20 d'octubre de 1936   |                |                                         |
|      |  | Joan Sentís i Serra           | 20 d'octubre de 1936   | 13 de gener de 1937    |                | Confederació Nacional del Treball       |
|      |  | Carles Ayza i Zaragoza        | 13 de gener de 1937    | 27 de gener de 1939    |                | Confederació Nacional del Treball       |
|      |  | Ignasi Solanich i Sistacs     | 1939                   | 1940                   |                | Dictadura Franquista                    |
|      |  | Ramon Prat i Milà             | 1940                   | 1943                   |                | Dictadura Franquista                    |
|      |  | Pere Xicola i Cariteu         | 1943                   | 1952                   |                | Dictadura Franquista                    |
|      |  | Enric Milà i Defaus           | 1952                   | 1965                   |                | Dictadura Franquista                    |
|      |  | Francesc Xicola i Delclòs     | 1965                   | 1970                   |                | Dictadura Franquista                    |
|      |  | Lluís Matons i Mitjavila      | 1970                   | 19 d'abril de 1979     |                | Dictadura Franquista                    |
|      |  | Joan Sanjuan i Esquirol       | 19 d'abril de 1979     | 26 de febrer de 1988   |                | Partit Socialista Unificat de Catalunya |
|      |  | Martí Marín i Gil             | 26 de febrer de 1988   | 27 de maig de 1995     |                | Iniciativa per Catalunya                |
|      |  | Jaume Mompel i Comadran       | 17 de juny de 1995     | 24 de maig de 2003     |                | Convergència i Unió                     |
|      |  | Pere Truyols i Gassó          | 14 de juny de 2003     | 14 de setembre de 2004 |                | Esquerra Republicana de Catalunya       |
|      |  | Miquel Àngel Sòria i Cuartero | 15 de setembre de 2004 | 12 de juny de 2009     |                | Iniciativa per Catalunya Verds          |
|      |  | Romuald Velasco i López       | 19 de juny de 2009     | 22 de maig de 2015     |                | Units per Martorelles                   |
|      |  | Marc Candela i Callado        | 13 de juny de 2015     | En el càrrec           |                | Esquerra Republicana de Catalunya       |